# Ozeasz (imię)
Ozeasz (hebr. הוֹשֵׁעַ) – imię męskie pochodzenia hebrajskiego, zaliczające się do zbioru imion teoforycznych. Powstało ono poprzez skrócenie imienia Yehoshua (Hoshea) – „Jahwe wybawił", por. Jezus i Jozue. Mimo podobieństwa brzmieniowego, nie jest to imię tożsame z imieniem Ozjasz.  
Ozeasz imieniny obchodzi 4 lipca, jako wspomnienie św. Ozeasza, proroka.

## Odpowiedniki w innych językach
- łacina – Osee
- język angielski – Hozea, Hoshea
- język czeski – Ozeáš
- język francuski – Osée
- język hiszpański – Oseas
- język niemiecki – Hosea, Hoschea
- język portugalski – Oséias
- język rosyjski – Осия
- język słowacki – Ozeáš, Hozeáš
- język węgierski – Hóseás
- język włoski – Osea

## Znane osoby noszące imię Ozeasz
- Ozeasz – prorok biblijny, od jego imienia nazwa księgi biblijnej - Księga Ozeasza
- Ozeasz – król Izraela
- Hosea Macharinyang – kenijski lekkoatleta, długodystansowiec